# Guioa aryterifolia
Guioa aryterifolia är en kinesträdsväxtart som beskrevs av Ludwig Radlkofer. Guioa aryterifolia ingår i släktet Guioa och familjen kinesträdsväxter. Inga underarter finns listade i Catalogue of Life.